# Eurema lacteola
Scarce Grass Yellow (Eurema lacteola) là một loài bướm nhỏ thuộc họ Pieridae, có màu vàng và trắng, được tìm thấy ở India.